# Râul Oltișor
Râul Oltișor este un curs de apă, afluent al râului Dascălu. Cursul superior mai este cunoscut și sub denumirea de Râul Criva.